# Vickers Virginia
Die Vickers Virginia war ein viersitziger Doppeldecker, der als schwerer Nachtbomber von Vickers für die britische Royal Air Force gebaut wurde.
Die Virginia löste die Vickers Vimy als Bomber ab und bildete von 1924 bis 1937 den Kern der britischen Bomberflotte. In der Bomberrolle wurde sie später von der Handley Page Heyford und der Armstrong Whitworth Whitley abgelöst.

## Versionen
Die 124 gefertigten Exemplare kamen in zehn Versionen zum Einsatz.
Type 57 Virginia Mk I
War der erste Prototyp für die RAF. Er wurde von zwei Napier Lion mit je 450 PS (340 kW) angetrieben. Stückzahl: 1 Prototyp
Type 96 Virginia Mk I
Beim ersten Prototyp 57 Virginia wurden zwei Rolls-Royce-Condor-Kolbenmotoren mit je 650 PS (490 kW) eingebaut.
Type 115 Virginia Mk VIII
Der Prototyp 96 Virginia wurde umgebaut und erhielt einen längeren Flugzeugrumpf und neue Maschinengewehrstände.
Type 129 Virginia Mk VII
Zum Prototyp der Virginia Mk VII umgebaute Type 115 Virginia.
Type 76 Virginia Mk II
Der zweite Virginia Prototyp wurde von zwei Napier-Lion-Kolbenmotoren angetrieben und hatte einen längeren Bug. Stückzahl: 1 Prototyp
Type 79 Virginia Mk III
Wurde mit einem Doppelsteuer und zwei 468 PS (349 kW) leistenden Napier-Motoren Lion II ausgerüstet und konnte an Unterflügelstationen Bomben mitführen. Stückzahl: 6
Type 99 Virginia Mk IV
Zweimotoriger schwerer Nachtbomber, abgeleitet von Type 76 Virginia Mk II trug er eine noch größere Bombenlast und wies erneut die dritte Seitenleitwerksfläche der ursprünglichen Virginia auf.
Type 100 Virginia Mk V
Zweimotoriger schwerer Nachtbomber, ausgestattet mit einem Dreifach-Seitenleitwerk. Stückzahl: 22
Type 108 Virginia Mk VI
Zweimotoriger schwerer Nachtbomber, wurde mit faltbaren Flügeln ausgerüstet. Stückzahl: 25
Type 112 Virginia Mk VII
Diese Version hatte einen neu konstruierten Bug. Sie zeigt auch eine positive V-Stellung und eine deutliche Pfeilung der oberen und unteren Außenflächen. Stückzahl: 11 gebaut und 38 nachgerüstet
Type 128 Virginia Mk IX
Bei dieser Version wurde ein Heckgeschütz eingeführt. Stückzahl: 8 gebaut und 27 nachgerüstet
Type 139 Virginia Mk X
Bei dieser Version bestand die tragende Struktur ausschließlich aus Metall und es wurde ein Spornrad anstelle des Schleifsporns eingeführt. Stückzahl: 50 gebaut und 53 nachgerüstet.

## Produktion
Abnahme der Vickers Virginia durch die RAF:
| Version | 1922 | 1923 | 1924 | 1925 | 1926 | 1927 | 1928 | 1929 | 1930 | 1931 | 1932 | Summe |
| ------- | ---- | ---- | ---- | ---- | ---- | ---- | ---- | ---- | ---- | ---- | ---- | ----- |
| Mk.I    | 1    |      |      |      |      |      |      |      |      |      |      | 1     |
| Mk.II   |      | 1    |      |      |      |      |      |      |      |      |      | 1     |
| Mk.III  |      |      | 6    |      |      |      |      |      |      |      |      | 6     |
| Mk.IV   |      |      | 4    |      |      |      |      |      |      |      |      | 4     |
| Mk.V    |      |      | 7    | 15   |      |      |      |      |      |      |      | 22    |
| Mk.VI   |      |      |      | 25   |      |      |      |      |      |      |      | 25    |
| Mk.VII  |      |      |      |      |      | 11   |      |      |      |      |      | 11    |
| Mk.IX   |      |      |      |      |      | 8    |      |      |      |      |      | 8     |
| Mk.X    |      |      |      |      |      |      |      |      |      | 19   | 31   | 50    |
| Summe   | 1    | 1    | 17   | 40   | 0    | 19   | 0    | 0    | 0    | 19   | 31   | 128   |

## Militärische Nutzer
Vereinigtes Königreich
- Royal Air Force

## Technische Daten
| Kenngröße             | Vickers Virginia Mk X                                             |
| --------------------- | ----------------------------------------------------------------- |
| Besatzung             | 4                                                                 |
| Länge                 | 18,97 m                                                           |
| Spannweite            | 26,72 m                                                           |
| Flügelfläche          | 202,4 m²                                                          |
| Höhe                  | 5,54 m                                                            |
| Leermasse             | 4.377 kg                                                          |
| Startmasse            | max. 7.983 kg                                                     |
| Antrieb               | zwei Napier-Lion-V-Kolbenmotoren mit je 425 kW (578 PS)           |
| Höchstgeschwindigkeit | 174 km/h in 1.500 m (4920 Fuß) Höhe                               |
| Steigrate             | 1.520 m in 10 min                                                 |
| Dienstgipfelhöhe      | 4.210 m                                                           |
| Reichweite            | 1.585 km                                                          |
| Bewaffnung            | drei 7,7-mm-MGs, bis zu 1.452 kg Bomben im internen Waffenschacht |